# 1741
Năm 1741 (số La Mã: DCCXLI) là một năm thường bắt đầu vào ngày Chủ nhật trong lịch Gregory (hoặc một năm thường bắt đầu vào thứ năm của lịch Julius chậm hơn 11 ngày).

## Sinh
- 14 tháng 1 - Benedict Arnold, tướng thời kỳ cách mạng Hoa Kỳ (mất 1801)
- 27 Tháng 1 - Hester Thrale, chuyên gia tiếng Wales (mất 1821)
- 13 tháng ba - Joseph II, Hoàng đế La Mã Thần thánh (mất 1790)
- 17 tháng 3 - William Withering, bác sĩ người Anh (mất 1799)
- 23 tháng 3 - Ngũ A Ca Vĩnh Kì của Càn Long Đế (mất 1766)
- 14 tháng 4 - Thiên hoàng Momozono, Thiên hoàng thứ 116 (mất 1762)
- 23 tháng năm - Andrea Luchesi, nhà soạn nhạc người Ý (mất 1801)
- 22 Tháng 9 - Peter Simon Pallas, nhà động vật học Đức (mất 1811)
- 4 tháng 10 - Edmond Malone, học giả Ailen (mất 1812)
- 18 tháng 10 - Pierre Choderlos de Laclos, tác gia Pháp (mất 1803)
- Không rõ ngày - Ali Pasha, người Albania (mất 1822)